# Tout Puissant Mazembe
Il Tout Puissant Mazembe Englebert, noto in passato come Tout Puissant Englebert, è una società calcistica congolese con sede nella città di Lubumbashi. 
Fondata nel 1939, ha vinto, tra l'altro, 5 CAF Champions League. Nel 2010 è stata la prima squadra affiliata alla CAF ad accedere alla finale della Coppa del mondo per club FIFA, dove fu sconfitta dall'Inter.
L'attuale presidente del club è il magnate Moïse Katumbi Chapwe, proprietario di miniere di rame e cobalto, nonché governatore della provincia di Katanga.

## Storia
Il Tout Puissant Mazembe fu fondato nel 1939 da monaci benedettini appartenenti all'istituto scolastico Bonifacio di Élisabethville di Lubumbashi. Per diversificare le attività di quegli studenti che decidevano di non prendere i voti, i missionari decisero di organizzare una squadra di calcio, dandole inizialmente il nome di Holy team Georges, Employer of the Troop (spesso abbreviato in FC St. Georges). Questa squadra si iscrisse alla prima divisione della Royal Federation of the Native Athletic Associations (FRASI), chiudendo il suo primo campionato in terza posizione.
Nel 1944 l'FC St. Georges cambiò il nome in St. Paul F.C. Qualche anno dopo, l'ingresso di alcuni elementi stranieri nell'istituto scolastico spinse i monaci a lasciare la gestione della squadra: a quel punto il club prese il nominativo di F.C. Englebert, dal nome del loro primo sponsor ufficiale, una ditta produttrice di pneumatici.
A seguito della vittoria del loro primo campionato (1966), i dirigenti della società decisero di aggiungere al nome F.C. Englebert la denominazione di Tout Puissant (traducibile in italiano con "onnipotenti", "pieni di forza").
Dopo l'indipendenza ottenuta dal Congo il 30 giugno 1960, l'Englebert si riorganizzò e si rafforzò, ottenendo nel 1966 un tris di importanti successi: vinsero infatti il campionato nazionale, la Coppa Katanga e la Coppa del Congo. Con la salita al potere di Mobutu, la squadra diviene una delle formazioni più forti del continente: Mobutu acquista i calciatori congolesi che giocano nei maggiori campionati europei e li inserisce nel Mazembe.
Nel 1967 e nel 1968 vinsero la Coppa dei Campioni d'Africa (oggi nota come CAF Champions League), e nei due anni successivi raggiunsero la finale di questa competizione, senza però riuscire ad aggiudicarsi il titolo.
Nel novembre 2009 ha vinto la CAF Champions League battendo in finale l'Heartland. Grazie a questo successo, il Mazembe si è qualificato per la Coppa del mondo per club FIFA 2009, venendo eliminato nei quarti di finale dai sudcoreani del Pohang Steelers (2-1) e perdendo la successiva finale per l'assegnazione del quinto posto contro i neozelandesi dell'Auckland City (3-2).
Nel 2010 il club ha bissato la vittoria nella CAF Champions League. Nel dicembre dello stesso anno, durante la Coppa del mondo per club FIFA, ha battuto i messicani del Pachuca per 1-0 nei quarti di finale e i brasiliani dell'Internacional per 2-0 in semifinale, diventando così la prima squadra africana ad ottenere l'accesso alla finale, persa contro l'Inter per 3-0.
Nel 2015 ha vinto per la terza volta la CAF Champions League e ha potuto partecipare al Mondiale per club, dove però non è riuscito a ripetere l'impresa di cinque anni prima, venendo battuto ai quarti di finale dal Sanfrecce Hiroshima per 3-0.

## Palmarès

### Competizioni nazionali
- Campionato della Repubblica Democratica del Congo: 20

1966, 1967, 1969, 1976, 1987, 2000, 2001, 2006, 2007, 2009, 2011, 2013, 2014, 2015-2016, 2016-2017, 2018-2019, 2019-2020, 2021-2022, 2023-2024
- Coppa della Repubblica Democratica del Congo: 5

1966, 1967, 1976, 1979, 2000
- Supercoppa della Repubblica Democratica del Congo: 3

2013, 2014, 2016

### Competizioni internazionali
- Coppa dei Campioni d'Africa/CAF Champions League: 5

1967, 1968, 2009, 2010, 2015
- Coppa delle Coppe d'Africa: 1

1980
- Supercoppa CAF: 3

2010, 2011, 2016
- Coppa della Confederazione CAF: 2

2016, 2017

### Competizioni giovanili
- Torneo Internazionale Città di Gradisca - Trofeo Nereo Rocco: 1

2022

## Risultati nelle competizioni internazionali
- CAF Champions League: 7 partecipazioni

2001 - Fase a gruppi
2002 - Semifinale
2005 - Turno preliminare
2007 - Secondo turno
2008 - Fase a gruppi
2009 - Campione
2010 - Campione
2015 - Campione
- Coppa dei Campioni africana: 7 partecipazioni

1967 - Campione
1968 - Campione
1969 - Sconfitto in finale
1970 - Sconfitto in finale
1972 - Semifinale
1977 - Primo turno
1988 - Primo turno
- CAF Confederation Cup: 3 partecipazioni

2004 - Primo turno
2006 - Squalificato al primo turno
2007 - Fase a gruppi
- Coppa delle Coppe d'Africa: 2 partecipazioni

1980 - Campione
1981 - Secondo turno
- Coppa CAF: 1 partecipazione

2000 - Secondo turno
- Coppa del mondo per club FIFA: 3 partecipazioni

2009 - Sesto posto
2010 - Secondo posto
2015 - Sesto posto

## Rosa 2019-2020
| N. |                           | Ruolo | Calciatore           |
| -- | ------------------------- | ----- | -------------------- |
| 1  | RD del Congo (bandiera)   | P     | Muteba Kidiaba       |
| 2  | RD del Congo (bandiera)   | D     | Joël Kimwaki         |
| 3  | RD del Congo (bandiera)   | D     | Jean Kasusula        |
| 4  | RD del Congo (bandiera)   | D     | Craig Seldon         |
| 4  | RD del Congo (bandiera)   | D     | Eric Miala Nkulukuta |
| 5  | RD del Congo (bandiera)   | D     | Petit Onedika        |
| 6  | Mali (bandiera)           | D     | Salif Coulibaly      |
| 7  | Costa d'Avorio (bandiera) | A     | Roger Assalé         |
| 9  | RD del Congo (bandiera)   | A     | Joël Beya            |
| 10 | Zambia (bandiera)         | A     | Given Singuluma      |
| 11 | Mali (bandiera)           | A     | Adama Traoré         |
| 13 | Zambia (bandiera)         | C     | Nathan Sinkala       |
| 14 | Zambia (bandiera)         | D     | Kabaso Chongo        |
| 16 | Costa d'Avorio (bandiera) | C     | Christian Koffi      |
| 18 | Zambia (bandiera)         | C     | Rainford Kalaba      |

| N. |                           | Ruolo | Calciatore            |
| -- | ------------------------- | ----- | --------------------- |
| 19 | Ghana (bandiera)          | C     | Daniel Nii Adjei      |
| 21 | RD del Congo (bandiera)   | P     | Aimé Bakula           |
| 22 | Costa d'Avorio (bandiera) | P     | Sylvain Gbohouo       |
| 23 | Ghana (bandiera)          | A     | Gladson Awako         |
| 26 | RD del Congo (bandiera)   | A     | Ngasanya Ilongo       |
| 27 | Ghana (bandiera)          | D     | Richard Kissi Boateng |
| 28 | Iraq (bandiera)           | A     | Ahmed Karrar Salem    |
| 30 | RD del Congo (bandiera)   | A     | Yannick Tusilu        |
| 32 | RD del Congo (bandiera)   | A     | Robert Mbelu          |
|    | RD del Congo (bandiera)   | D     | Mao Kasongo Kabiona   |
|    | Niger (bandiera)          | A     | Mohamed Abdoulaye     |
|    | RD del Congo (bandiera)   | A     | Mbenza Bedi           |
|    | RD del Congo (bandiera)   | A     | Lufuluabo Kayembe     |
|    | Mali (bandiera)           | A     | Ousmane Cissé         |
|    | RD del Congo (bandiera)   | A     | Mechak Elia           |

## Stagioni passate
- 2010
- 2013

### Videografia
- Federico Ferri, Federico Buffa, Storie Mondiali: Arancia Meccanica (1974), Sky Sport, 2014.